# Cleora pavlitzkiae
Cleora pavlitzkiae är en fjärilsart som beskrevs av Fletcher 1958. Cleora pavlitzkiae ingår i släktet Cleora och familjen mätare. Inga underarter finns listade i Catalogue of Life.